# Мондло
Мондло (англ. Mondlo) — город на востоке Южно-Африканской Республики, на территории провинции Квазулу-Натал. Входит в состав района Зулуленд.

## Географическое положение
Город находится в северной части провинции, на расстоянии приблизительно 180 километров к северо-северо-востоку (NNE) от административного центра провинции Питермарицбурга. Абсолютная высота — 1168 метров над уровнем моря.

## Население
По данным официальной переписи 2001 года, население составляло 22 085 человек, из которых мужчины составляли 46,88 %, женщины — соответственно 53,12 %. Негры составляли 99,92 % от населения города; цветные — 0,08 %. Язык большинства населения (99,08 %) — зулу.

## Транспорт
Ближайший аэропорт расположен в городе Фрейхейд.